# Grand Prix Formule 1 van Argentinië 1995
De Grand Prix Formule 1 van Argentinië 1995 werd gehouden op 9 april 1995 in Buenos Aires.

## Uitslag
| Positie | Nr | Rijder                 | Team               | Ronden | Tijd/Opgave                 | Startplaats | Punten |
| ------- | -- | ---------------------- | ------------------ | ------ | --------------------------- | ----------- | ------ |
| 1       | 5  | Damon Hill             | Williams-Renault   | 72     | 1:53:14.532                 | 2           | 10     |
| 2       | 27 | Jean Alesi             | Ferrari            | 72     | +6.407                      | 6           | 6      |
| 3       | 1  | Michael Schumacher     | Benetton-Renault   | 72     | +33.376                     | 3           | 4      |
| 4       | 2  | Johnny Herbert         | Benetton-Renault   | 71     | +1 Ronde                    | 11          | 3      |
| 5       | 30 | Heinz-Harald Frentzen  | Sauber-Ford        | 70     | +2 Rondes                   | 9           | 2      |
| 6       | 28 | Gerhard Berger         | Ferrari            | 70     | +2 Rondes                   | 8           | 1      |
| 7       | 26 | Olivier Panis          | Ligier-Mugen-Honda | 70     | +2 Rondes                   | 18          |        |
| 8       | 3  | Ukyo Katayama          | Tyrrell-Yamaha     | 69     | +3 Rondes                   | 15          |        |
| 9       | 11 | Domenico Schiattarella | Simtek-Ford        | 68     | +4 Rondes                   | 20          |        |
| NC      | 21 | Pedro Diniz            | Forti-Ford         | 63     | +9 Rondes, Niet geklasseerd | 25          |        |
| NC      | 22 | Roberto Moreno         | Forti-Ford         | 63     | +9 Rondes, Niet geklaseerd  | 24          |        |
| NF      | 4  | Mika Salo              | Tyrrell-Yamaha     | 48     | Botsing                     | 7           |        |
| NF      | 25 | Aguri Suzuki           | Ligier-Mugen-Honda | 47     | Botsing                     | 19          |        |
| NF      | 23 | Pierluigi Martini      | Minardi-Ford       | 44     | Spin                        | 16          |        |
| NF      | 9  | Gianni Morbidelli      | Arrows-Hart        | 43     | Elektrisch probleem         | 12          |        |
| NF      | 10 | Taki Inoue             | Arrows-Hart        | 40     | Spin                        | 26          |        |
| NF      | 14 | Rubens Barrichello     | Jordan-Peugeot     | 33     | Oliedruk                    | 10          |        |
| NF      | 12 | Jos Verstappen         | Simtek-Ford        | 23     | Versnellingsbak             | 14          |        |
| NF      | 6  | David Coulthard        | Williams-Renault   | 16     | Elektrisch probleem         | 1           |        |
| NF      | 7  | Mark Blundell          | McLaren-Mercedes   | 9      | Olielek                     | 17          |        |
| NF      | 15 | Eddie Irvine           | Jordan-Peugeot     | 6      | Motor                       | 4           |        |
| NF      | 17 | Andrea Montermini      | Pacific-Ilmor      | 1      | Botsing                     | 22          |        |
| NF      | 8  | Mika Häkkinen          | McLaren-Mercedes   | 0      | Botsing                     | 5           |        |
| NF      | 16 | Bertrand Gachot        | Pacific-Ilmor      | 0      | Botsing                     | 23          |        |
| NF      | 29 | Karl Wendlinger        | Sauber-Ford        | 0      | Botsing                     | 21          |        |
| NF      | 24 | Luca Badoer            | Minardi-Ford       | 0      | Niet gestart na crash       | 13          |        |

## Wetenswaardigheden
- Het was de eerste Formule 1-race in Argentinië sinds 1981.
- De eerste start werd geannuleerd nadat Jean Alesi, Luca Badoer, Rubens Barrichello en Olivier Panis betrokken waren in een botsing. Barrichello startte opnieuw vanuit de pits, Badoer gaf op.
- Bij de tweede start werd de achterband van Mika Häkkinen verscheurd op de voorkant van de Jordan van Eddie Irvine. Häkkinen spinde terwijl zijn achtervleugel van de wagen vloog. Irvine reed traag naar de pits om de neus van de Jordan te vervangen.
- David Coulthard leidde toen zijn gaspedaal het liet afweten, waardoor hij terugviel naar een derde plaats. Hij wist nog wel Michael Schumacher in te halen en nam opnieuw de leiding toen Damon Hill in de pits ging. Hij moest één ronde later echter opgeven.
- Hill haalde Schumacher voor het eerst in in een race-situatie.
- Mika Salo reed op de vierde plaats en kwam dicht bij Johnny Herbert toen hij botste met achterligger Aguri Suzuki.

## Statistieken
| Pole-position | David Coulthard    | Williams-Renault | 1:53.241 |
| Snelste ronde | Michael Schumacher | Benetton-Renault | 1:30.522 |

## Noot
- Dit was de eerste pole position voor David Coulthard.
- Tiende Grand Prix-winst voor Damon Hill.

1953 · 1954 · 1955 · 1956 · 1957 · 1958 · 1960 · 1971 · 1972 · 1973 · 1974 · 1975 · 1977 · 1978 · 1979 · 1980 · 1981 · 1995 · 1996 · 1997 · 1998